# Betty May (attrice)
Betty May, nata Elizabeth Jane May  (Cripple Creek, 22 giugno 1904 – Los Angeles, 13 novembre 1949), è stata un'attrice statunitense.

## Biografia
Nata in Colorado nel 1904, lavorò nel cinema dai primi anni venti fino al 1936, prendendo parte a sedici film. Girò i suoi primi film per la Century Film, una piccola casa di produzione fondata dai fratelli Abe e Julius Stern, esordendo nel 1922 in Upper and Lower, una commedia in due rulli diretta da Alf Goulding.
Nel 1926 lasciò il cinema per poi ritornarvi nel 1931, in piccoli ruoli spesso neanche accreditata.
Betty May morì a Los Angeles il 13 novembre 1949, all'età di 45 anni.

## Filmografia
- Upper and Lower, regia di Alf Goulding - cortometraggio (1922)
- Ten Seconds, regia di Fred Hibbard - cortometraggio (1922)
- True Blue, regia Al Herman - cortometraggio (1922)
- The American Plan, regia di Albert Herman (come Al Herman) (1923)
- The Home Plate, regia di Al Herman (1923)
- Game Hunters, regia di Al Herman (1923)
- East Side - West Side, regia di Irving Cummings (1923)
- Flaming Fury
- L'angelo bianco (Night Nurse), regia di William A. Wellman (1931)
- Tramonto
- Vigliaccheria
- La donna che amo
- Strettamente confidenziale (Broadway Bill), regia di Frank Capra (1934)
- Sulle ali della canzone (Love Me Forever), regia di Victor Schertzinger (1935)
- Fermi o sparo!
- Dangerous Intrigue, regia di David Selman (1936)